# Gianmaria Testa
Pour les articles homonymes, voir Testa.
 (juin 2024).
Si vous disposez d'ouvrages ou d'articles de référence ou si vous connaissez des sites web de qualité traitant du thème abordé ici, merci de compléter l'article en donnant les références utiles à sa vérifiabilité et en les liant à la section « Notes et références ».
Gianmaria Testa (né le 17 octobre 1958 à Cavallermaggiore, dans la province de Coni et mort le 30 mars 2016 à Castiglione Falletto) est un musicien et un chanteur italien.

## Biographie

### Famille et formation
Il est issu d'une famille d'agriculteurs qui, aimant la musique et le chant, l'encouragent à étudier la musique. Autodidacte, Testa choisit la guitare comme instrument et commence à composer dès les premiers rudiments maîtrisés, tout en continuant parallèlement son métier de chef de gare à Coni (profession qu'il a cessé d'exercer en avril 2007). Il vivait à Castiglione Falletto, petit village du Piémont.

### Carrière de chanteur
S'il débute comme joueur de rock, l'artiste ne tarde pas à se découvrir une forte vocation de soliste. Après avoir remporté le festival musical de Recanati consacré aux nouveaux talents de la chanson d'auteurs en 1993 et en 1994, il rencontre Nicole Courtois, productrice française, qui comprend sa force expressive : en 1995 sort en France, chez Label Bleu, son premier disque, intitulé Montgolfières, sur des arrangements de Piero Ponzo.
Le plaisir de partager et de vivre l'expérience musicale des concerts avec des musiciens comme David Lewis (trompette), Jon Handelsman (sax, clarinette), les frères Louis et François Moutin (respectivement batterie et contrebasse), Leonardo Sanchez (guitare), René Michel (harmonica, pianoforte), le fait connaître des amateurs de jazz en France. En octobre 1996, il sort son second disque, Extra-Muros qui inaugure le nouveau label de Warner Music consacré à la chanson : Tôt ou Tard.
Peu de mois après, il chante à l'Olympia, ce qui éveille l'attention de la presse italienne. Il entame ensuite une longue série de concerts en France, en Italie, au Portugal et au Canada : une centaine de concerts, dans les clubs et les théâtres, salués par un accueil favorable.
En février 1999, son album Lampo est réalisé avec la collaboration de Glenn Ferris (trombone), Vincent Segal (violoncelle), Riccardo Tesi (accordéon diatonique) et Rita Marcotulli (pianoforte). Ils donnent de nombreux concerts en Italie en 2000 et, lors du final au Teatro Valle de Rome, sa carrière de chanteur italien est définitivement acquise.
En octobre 2000, il compose l'album Il valzer di un giorno (La valse d'un jour), en duo guitare-voix avec Pier Mario Giovannone ; c'est son premier travail entièrement réalisé et produit en Italie. L'album est un recueil de quelques-unes de ses compositions, espacées de lecture de poésies, dont La plage du prophète, que son ami l’écrivain Jean-Claude Izzo lui a donné juste avant sa mort. S'y ajoutent deux inédits : Piccoli fiumi et le titre Il valzer di un giorno. De nombreuses tournées le font connaître du grand public en Italie. Le choix de collaborer étroitement avec d'autres musiciens de haut niveau et avec des poètes et écrivains, le conduisent à se rapprocher du monde du jazz : Gianmaria Testa inaugure l'édition 2002 du Umbria Jazz Festival, un évènement important en Italie.
En 2003, l'album Altre latitudini (Autres latitudes), d'une subtile et particulière mélancolie, naît de la collaboration avec Mario Brunello, Enrico Rava, Rita Marcotulli, David Lewis, Gabriele Mirabassi, Luciano Biondini, Fausto Mesolella. Porté par sa tournée en Italie, le disque dépasse les 45 000 exemplaires vendus et permet à Testa de produire une tournée aux États-Unis.
En 2006, il publie l'album Da questa parte del mare qui traite de la question de la migration à notre époque.
En 2008, il enregistre F. à Léo, un disque de jazz en hommage aux chansons de Léo Ferré, avec Paolo Fresu, Roberto Cipelli, Attilio Zanchi et Philippe Garcia. Cette œuvre a été présentée dans de nombreux festivals de jazz en 2007 et 2008.
Le 23 et le 24 janvier 2012 Gianmaria Testa s'était produit sur la scène de l'Alhambra à Paris.

## Discographie
- 1995 : Montgolfières (Label Bleu, réédité par Harmonia Mundi sur Le Chant du Monde)
- 1996 : Extra-muros (Tôt ou tard/Warner Music)
- 1999 : Lampo (Warner Music) (réédition en 2007)
- 2000 : Il valzer di un giorno (Harmonia Mundi/IRD)
- 2003 : Altre latitudini (Harmonia Mundi/IRD)
- 2006 : Da questa parte del mare (Harmonia Mundi/IRD)
- 2008 : F. à Léo (Bonsaï Music)
- 2009 : Solo dal vivo (Produzioni Fuorivia/EGEA) (Live à l'Auditorium de Rome)
- 2011 : Vitamia (Produzioni Fuorivia/Harmonia Mundi - Le Chant du Monde)
- 2013 : Men at Work (Harmonia Mundi - Le Chant du Monde)

## Théâtre
- Chisciotte e gli invincibili (Quichotte et les Invincibles), écrit par Erri De Luca, spectacle musical mis en scène par Gabriele Mirabassi, avec Erri De Luca (Chambéry, 2008)